# Gare de Connerré - Beillé
Gare de Connerré - Beillé vasútállomás Franciaországban, Beillé településen.

## Vasútvonalak
Az állomást az alábbi vasútvonalak érintik:
- Párizs–Brest-vasútvonal

## Kapcsolódó állomások
A vasútállomáshoz az alábbi állomások vannak a legközelebb:
- Gare de Montfort-le-Gesnois (Gare de Brest, Párizs–Brest-vasútvonal)
- Gare de Sceaux - Boëssé (Paris Gare Montparnasse, Párizs–Brest-vasútvonal)